# Anoplodactylus marcusi
Anoplodactylus marcusi is een zeespin uit de familie Phoxichilidiidae. De soort behoort tot het geslacht Anoplodactylus. Anoplodactylus marcusi werd in 1949 voor het eerst wetenschappelijk beschreven door Mello-Leitao. 